# Lettret

Lettret este o comună în departamentul Hautes-Alpes, Franța. În 1 ianuarie 2022 avea o populație de 199 de locuitori.